# Turan Schah (Herrscher)

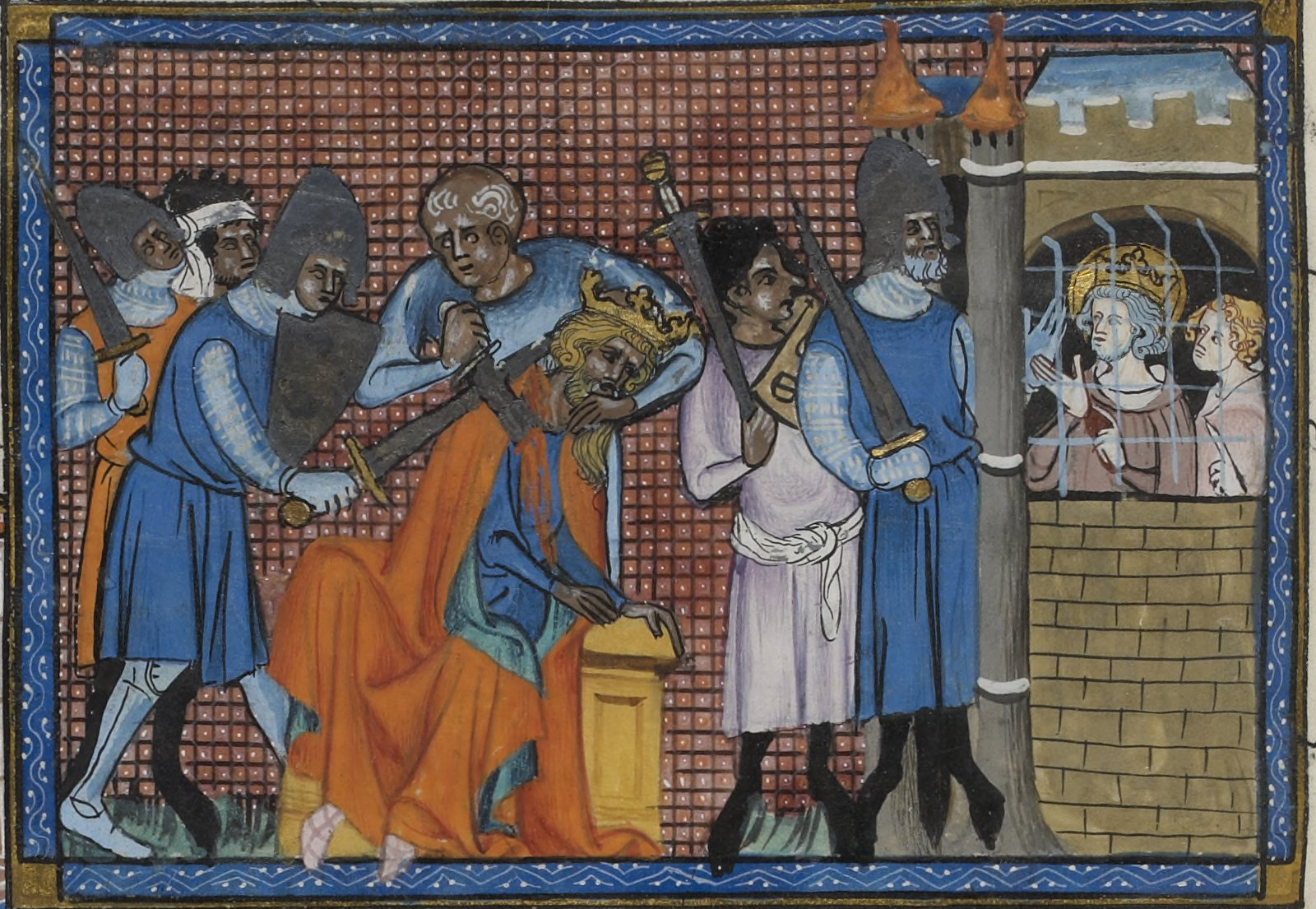
Mameluken ermorden Sultan Turan Schah, rechts daneben der gefangene König Ludwig IX. von Frankreich. Französische Miniatur, Guillaume de Saint-Pathus: Vie et Miracles de Saint Louis, um 1330–1350

Al-Malik al-Mu'azzam Turan Schah (arabisch الملك المعظم توران شاه بن صلاح الدين يوسف بن غياث الدين محمد, DMG al-Malik al-Muʿaẓẓam Tūrān Šāh b. Ṣalāḥ ad-Dīn Yūsuf b. Ġiyāṯ ad-Dīn Muḥammad; † 2. Mai 1250 in Fariskur) war der siebente Sultan der Ayyubiden in Ägypten. Er herrschte im Jahre 1250.

## Leben
Turan Schah trat nach dem Tod seines Vaters as-Salih Ayyub (1240–1249) mit Hilfe seiner Stiefmutter Schadschar ad-Durr die Thronfolge in Ägypten an. Er musste sich zunächst mit den Kreuzfahrern des Sechsten Kreuzzugs auseinandersetzen, die in Ägypten gelandet waren und die Festungsstadt Damiette erobert hatten. Die Kreuzfahrer stießen Richtung Kairo vor und belagerten al-Mansura, wurden aber schließlich zum Rückzug gezwungen und am 6. April 1250 ein Großteil ihres Heeres, darunter auch ihr Anführer, König Ludwig der Heilige, gefangen genommen. Gegen die Zahlung eines Lösegelds von 800.000 Dinaren und Rückgabe von Damiette durften die Kreuzfahrer schließlich nach Akkon abziehen.
Trotz dieses großen Erfolgs währte die Herrschaft von Turan Schah nicht lange. Nach dem Sieg über die Kreuzfahrer versuchte er den Einfluss der Mamluken auf den Hof zu beenden, indem er deren Anführer zu beseitigen beabsichtigte. Die Mamelukenemire aber wurden rechtzeitig von Schadschar ad-Durr gewarnt, die ebenfalls um ihr Leben fürchtete, und nahmen nun ihrerseits dies zum Vorwand, um die Herrschaft der Ayyubiden zu beenden. Eine Gruppe um den kriegserprobten Baibars drang am 2. Mai 1250 in die Gemächer des Sultans in Fariskur ein und überraschten Turan Schah, als dieser gerade beim Essen war. Baibars schlug mit seinem Schwert auf den Sultan ein, dieser konnte allerdings schwer verletzt entkommen und auf einen am Ufer des Nils errichteten Holzturm fliehen. Den aber steckten die Attentäter in Brand, worauf Turan Schah den Verzicht auf den Sultansthron angeboten haben soll, wenn man ihn nur am Leben lassen würde. Die Mameluken gingen darauf nicht ein, so dass Turan Schah durch einen Sprung in den Nil versuchte, den Flammen zu entkommen. Beim Fall gingen seine Kleider in Flammen auf und beim Aufprall in das flache Uferwasser wurde er zusätzlich verwundet. Als er noch immer nicht tot war, schossen die Mameluken mehrere Pfeile auf ihn. Zuletzt wurde Turan Schah von Faris ad-Din Aktay enthauptet.
Der Historiker Al-Maqrīzī berichtete später, dass die Ereignisse auf dem Turm von Fariskur von der gesamten in der Stadt versammelten Armee beobachtet werden konnten, aber keiner der Krieger des Sultans habe etwas zu seiner Rettung unternommen. So habe der letzte Ayyubide von Ägypten sein Leben durch Eisen, Feuer und Wasser verloren. Sein Leichnam wurde erst nach drei Tagen von einem Gesandten des Kalifen aus dem Nil geborgen und bestattet.
Da sich die Mameluken zunächst uneinig über die weitere Herrschaft über Ägypten waren, proklamierten sie Schadschar ad-Durr zur ersten Sultana eines islamischen Staates. Sie wurde allerdings später von dem Mamelukenemir Aybak geheiratet, welcher die tatsächliche Macht übernahm.